# USS Charles J. Kimmel (DE-584)
USS Charles J. Kimmel (DE-584) là một tàu hộ tống khu trục lớp Rudderow từng phục vụ cùng Hải quân Hoa Kỳ trong Chiến tranh Thế giới thứ hai. Nó là chiếc tàu chiến duy nhất của Hải quân Hoa Kỳ được đặt cái tên này, theo tên Trung úy Thủy quân Lục chiến Charles Jack Kimmel (1918-1942), người từng phục vụ cùng lực lượng Thủy quân Lục chiến tại Guadalcanal thuộc quần đảo Solomon, đã tử trận trong cuộc tấn công Matanikau vào ngày 2 tháng 11, 1942 và được truy tặng Huân chương Chứ thập Hải quân. Nó đã phục vụ cho đến khi chiến tranh kết thúc, xuất biên chế năm 1947, rồi cuối cùng bị đánh chìm như mục tiêu ngoài khơi California vào năm 1969. Charles J. Kimmel được tặng thưởng một Ngôi sao Chiến trận do thành tích phục vụ trong Thế Chiến II.

## Thiết kế và chế tạo
Lớp Rudderow có thiết kế hầu như tương tự với lớp Buckley trước đó; vì giữ lại kiểu động cơ turbine-điện General Electric, cung cấp điện năng cho mô-tơ điện để dẫn động hai trục chân vịt. Lớp này còn được gọi là kiểu TEV, do hệ thống động lực Turbo-Electric và cỡ pháo 5-inch (V).
Dàn pháo chính được nâng cấp lên hai khẩu pháo 5 inch (130 mm)/38 cal trên hai tháp pháo nòng đơn, được phân bố một phía trước mũi và một phía sau tàu. Hỏa lực phòng không được nâng lên hai khẩu đội pháo phòng không Bofors 40 mm nòng đôi và mười pháo phòng không Oerlikon 20 mm. Vũ khí chống ngầm bao gồm một dàn súng cối chống tàu ngầm Hedgehog Mk. 10 (có 24 nòng và mang theo 144 quả đạn); hai đường ray Mk. 9 và tám máy phóng K3 Mk. 6 để thả mìn sâu. Con tàu vẫn giữ lại ba ống phóng ngư lôi Mark 15 21 inch (533 mm), và được trang bị radar SL dò tìm không trung và radar SC/SA dò tìm mặt biển. Thủy thủ đoàn đầy đủ bao gồm 15 sĩ quan và 168 thủy thủ.
Charles J. Kimmel được đặt lườn tại Xưởng tàu Bethlehem-Hingham ở Hingham, Massachusetts vào ngày 1 tháng 12, 1943. Nó được hạ thủy vào ngày 15 tháng 1, 1944, được đỡ đầu bởi bà C. J. Kimmel, và nhập biên chế cùng Hải quân Hoa Kỳ vào ngày 20 tháng 4, 1944 dưới quyền chỉ huy của Hạm trưởng, Thiếu tá Hải quân Frederick G. Storey, Jr.

## Lịch sử hoạt động
Sau khi hoàn tất việc chạy thử máy huấn luyện tại khu vực Bermuda, Charles J. Kimmel phục vụ hộ tống các đoàn tàu vận tải ven biển giữa Norfolk, Virginia và New York cho đến tháng 8, 1944. Nó khởi hành vào ngày 2 tháng 8 để hộ tống một đoàn tàu vượt Đại Tây Dương để hướng sang Bắc Phi, đi đến Oran, Algeria, và từ đây di chuyển độc lập để hộ tống một tàu vận tải đi sang Naples, Ý. Các hoạt động này nhằm hỗ trợ cho Chiến dịch Dragoon, cuộc đổ bộ của lực lượng Đồng Minh lên miền Nam nước Pháp. Con tàu quay trở lại cùng đội hộ tống tại Oran vào ngày 26 tháng 8 cho chặng quay trở về Hoa Kỳ, về đến Boston, Massachusetts vào ngày 18 tháng 9. Tại đây con tàu bắt đầu được chuẩn bị để điều động sang Mặt trận Thái Bình Dương.
Sau khi băng qua kênh đào Panama, Charles J. Kimmel đi đến Manus vào ngày 7 tháng 11. Nó lại lên đường vào ngày 20 tháng 11 để đi đến Hollandia, New Guinea, nơi nó tham gia thành phần hộ tống một đoàn tàu vận tải tiếp vận đi sang Leyte, Philippines. Khi quay trở lại New Guinea, nó tiếp tục chuẩn bị cho đợt đổ bộ tiếp theo lên vịnh Lingayen. Lên đường vào ngày 28 tháng 12, nó hộ tống cho Lực lượng Tấn công San Fabian hướng sang Luzon, và lúc trên đường đi đoàn tàu bị máy bay tấn công tự sát Kamikaze liên tục quấy nhiễu. Hỏa lực phòng không của các tàu hộ tống đã giúp đưa đoàn tàu vận tải đi đến ngoài khơi bãi đổ bộ vào ngày 9 tháng 1.
Charles J. Kimmel tiếp tục phục vụ tuần tra và hộ tống vận tải tại khu vực Philippines cho đến khi chiến tranh chấm dứt. Nó hộ tống các đoàn tàu vận tải đi từ New Guinea đến Leyte và Lingayen cũng như giữa các đảo tại quần đảo Philippine. Nó từng hai lần hộ tống tàu bè đi Palaus, rồi từ ngày 2 tháng 6 đã phục vụ cùng lực lượng tại chỗ trong vịnh Davao, đảm trách vai trò liên lạc và tìm kiếm-cứu hộ. Con tàu từng đấu pháo với lực lượng đối phương trên đảo Auqui để giải cứu 22 người từ một máy bay vận tải Không quân, và bắn hải pháo để hỗ trợ cho binh lính Philippine truy quét khoảng 600 tàn quân Nhật Bản tại Piso Point.
Sau khi Nhật Bản chấp nhận đầu hàng vào ngày 15 tháng 8, giúp chấm dứt vĩnh viễn cuộc xung đột, Charles J. Kimmel lên đường hộ tống một đoàn tàu vận tải đi sang Okinawa để làm nhiệm vụ chiếm đóng, rồi quay trở lại khu vực Philippines để hoạt động tuần tra cho đến ngày 29 tháng 11. Nó rời Samar, Philippines để quay trở về Hoa Kỳ, về đến San Diego, California vào ngày 18 tháng 12. Con tàu được cho xuất biên chế vào ngày 15 tháng 1, 1947, và được đưa về Hạm đội Dự bị Thái Bình Dương. Tên nó được cho rút khỏi danh sách Đăng bạ Hải quân vào ngày 30 tháng 6, 1968, và cuối cùng con tàu bị đánh chìm như một mục tiêu ngoài khơi California vào ngày 13 tháng 11, 1969.

## Phần thưởng
Charles J. Kimmel được tặng thưởng một Ngôi sao Chiến trận do thành tích phục vụ trong Thế Chiến II.
|             |  |  |
| Bronze star |  |  |

| Huân chương Chiến dịch Hoa Kỳ                                           |                                      |                                                |
| Huân chương Chiến dịch Châu Á-Thái Bình Dương với 1 Ngôi sao Chiến trận | Huân chương Chiến thắng Thế Chiến II | Huân chương Giải phóng Philippine (Philippine) |